# کمال پاشازاده
شمس‌الدین احمد بن سلیمان معروف به ابن کمال یا کمال پاشازاده به سال ۸۷۳ متولد شد و به سال ۹۳۲ در عصر سلطان سلیمان به مقام شیخ‌الاسلامی رسید. وی در سال ۹۴۰ هـ.ق درگذشت.

## اجداد و ابتدای زندگی وی
گفته‌اند نیاکان وی از ایرانیان بوده‌اند و جد مادری‌اش محیی‌الدین (وفات ۸۷۴) از ایران به عثمانی رفته و در توقات ساکن شده‌است. کمال پاشازاده در ابتدا جزو نظامیان بوده‌است و بعدها با مشاهده وجهه‌ای که علما دارند، به تحصیل مشغول شده‌است. استادان وی را خطیب‌زاده و معرف‌زاده و کستللی نوشته‌اند. وی پیش از مقام شیخ‌الاسلامی، قاضی ادرنه و قاضی آناطولی بود.

## نقش کمال پاشازاده در جنگ‌های ایران و عثمانی
هنگامی که سلطان سلیم اول از علمای عثمانی درخواست کرد که مردم را برای جنگ با صفویان تهییج کنند، کمال پاشازاده نیز رساله‌ای در تکفیر شیعیان نوشت که موجب قربش نزد سلیم و ترقیات بعدی وی گردید. نامه‌هایی که سلطان سلیمان پیش از حمله به ایران به شاه طهماسب صفوی نوشته‌است به قلم اوست.

## آثار کمال پاشازاده
وی به فارسی و ترکی و عربی رسالات و کتاب‌هایی دارد که تعداد آن‌ها را بیش از سیصد نوشته‌اند. از آن جمله:
- نگارستان (تألیف به سال ۹۳۹) به تقلید از گلستان سعدی
- رساله در اثبات وجود خدا (چاپ ۱۳۱۶ قمری، استانبول)
- رساله در منطق
- دیوان : ابن کمال علاوه بر تاریخ و نویسندگی، در شعر نیز دستی داشت. بخشی از دیوان او که شامل دو قصیده و حدود 300 غزل ترکی است، به چاپ رسیده است.
- تاریخ سلاطین عثمانی : ابن کمال پاشا این اثر را به زبان ترکی، در سال 908 هجری آغاز نمود. این اثر به اشاره سلطان بایزید، در هشت دفتر نوشته شده و هر دفتری از آن مربوط است به تاریخ یکی از شاهان عثمانی.
- ترجمه منظوم قصیده برده : این اثر، ترجمه‌ای است از قصیده معروف برده از بوصیری که ابن کمال پاشا آن را به ترکی سروده است.
- یوسف و زلیخا : این اثر در قالب مثنوی است که به زبان ترکی و در هفت هزار و هفتصد و هفتاد و هفت بیت سروده شده و تقلیدی است از یوسف و زلیخای جامی که به بایزید دوم تقدیم شده‌است. در جای جای این مثنوی، غزل‌هایی نیز درج گردیده است. این اثر تاکنون تصحیح و چاپ نگردیده و نسخه‌هایی از آن در کتابخانه موزه بریتانیا، دانشگاه استانبول و کتابخانه آیت‌الله مرعشی موجود است. ( رک. انوشه، 1383 : 690).
- دقایق الحقایق : کتاب لغتی است دربارهٔ زبان فارسی، به ترکی که در آن دربارهٔ تمایزات میان مترادف‌های آشکار زبان فارسی، بحث گردیده است و به ابراهیم پاشا هدیه داده شده‌است. صفا دربارهٔ این اثر می‌نویسد : « ابن کمال پاشا، کوشیده است تا در دقایق الحقایق، واژه‌های همسان و مترادف (مثل بزرگ و بزرگوار، سترک و کلان و مانند خاشاک و خاشه، خس و خسک) را برگزیند و معنای هر یک را شرح دهد. در حقیقت باید گفت، این لغت‌نامه که اصلاً به ترتیب الفبایی تنظیم نشده، بیشتر به نحوه‌ی استعمال واژه‌ها، در ادب فارسی توجه داشته تا به بیان معنای هر واژه و نظم دادن آن‌ها به صورت لغت‌نامه عادی و به همین سبب احمد بن خضر اسکوبی، شاعر معروف به علوی، آن را به نظم الفبایی حرف‌های اول هر واژه در آورده و لغت‌نامه منظمی از آن ترتیب داده است » (صفا، 1373 : 5/392).
- محیط اللغه : این اثر فرهنگی است عربی‌ـ‌فارسی که ابن کمال پاشا آن را در سال 926 ق تألیف کرده‌است.
- تفسیر قرآن : این تفسیر به زبان عربی نگاشته شده که ناتمام باقی مانده و نسخه‌ای دست‌نویس از آن در کتابخانه اسعد افندی نگهداری می‌شود (انوشه، 1383 : 690).
- ایضاح الاصلاح : این اثر که به نام اصلاح الوقایه المسمی بالایضاح نیز نامیده می‌شود، به عربی است و دربارهٔ فقه حنفی که نسخه‌ای از این اثر نیز در کتابخانه اسعد افندی نگهداری می‌شود.
- تغییر التنقیح : این کتاب به زبان عربی است و اصلاحی است بر تنقیح الاصول از عبیدالله محبوبی که ابن کمال پاشا آن را در سال 931 قمری به پایان رسانده است.
- تغییر المفتاح : این اثر نیز اصلاح و تفسیر گونه‌ای است بر مفتاح العلوم سکاکی به زبان عربی.
- الفلاح فی شرح المرح : الفلاح، شرحی است بر مراح الارواح از احمد بن علی بن مسعود (نفیسی، 1344 : 813).
- قواعد الفرس : این کتاب که به نام قواعد فارسیه نیز نامیده می‌شود، در دستور زبان فارسی است که در چهار باب و به دو زبان عربی و فارسی گزارش شده‌است.
- مزیه السان الفارسی : نام کامل این اثر، لسان الفارسی علی سائرالاسنه ما خلا العربی است که با نام برتری زبان فارسی بر دیگر زبان‌ها به چاپ رسیده است.
- رساله وجود : این اثر گفتاری است در وحدت وجود به شیوه صوفیان که به زبان فارسی نوشته شده‌است.
- رساله یائیه : نام کامل این اثر، رساله یائیه فی لسان الفارسی است. این کتاب شرح‌گونه‌ای است بر یاء زائد فارسی که در آخر واژه‌ها و فعل‌های فارسی می‌آید.
- رساله التعریب من التعجیم : این کتاب به عربی است و رساله‌ای است دربارهٔ واژه‌هایی که از زبان فارسی به عربی راه یافته‌است.

تألیفات و نوشته‌های کمال پاشازاده، به موارد مذکور ختم نمی‌شود و بیش از 200 اثر بدو منسوب است. آثاری به زبان عربی همچون : شرح الهدایه، مهمات المفتی، حاشیه بر تلویح تفتازانی، شرح فرایض السراجیه سجاوندی، اربعینات و یا چهار مجموعه جداگانه حدیث با شروح آن، حاشیه بر تفسیری که سید شریف جرجانی از مواقف عضدایجی کرده‌است؛ حاشیه بر تهافت الفلاسفه خواجه زاده، شرح خمریه ابن فارض؛ الرساله المنیریه؛ التجوید (در کلام)؛ شرح مشارق الانوار، طبقات الفقها؛ طبقات المجتهدین؛ رساله فی طبیعه الافیون؛ رساله فی الطاعون؛ راح الارواح فی دفع عاهه الاشباح و آثاری به زبان ترکی همچون فواید طبیه؛ شرح حدیث الاربعین، ترجمه‌ی پیر محمد العاشق بن علی البقاعی؛ رساله طب؛ فارسی تکلم رساله سی (به ترکی و فارسی) و آثاری به زبان فارسی همچون ترجمه رجوع‌الشیخ الی صباه که به اشاره سلطان سلیم به فارسی ترجمه کرده و آن را آب زندگانی نامیده است.
نگارستان ابن کمال پاشا یکی از ارزشمندترین آثار این کمال پاشاست. این اثر، کتابی است تعلیمی به زبان فارسی که در سال 939 قمری نوشته شده ( بر اساس ماده تاریخ نگارستان بی‌مانند؛ مؤلف آن را به ابراهیم پاشا، معروف به مقبول، وزیر سلطان سلیمان قانونی (974– 926 ق) اتحاف نموده است. نگارستان، به تقلید از گلستان سعدی، به همان شیوه و سبک، در یک دیباچه و هشت باب نوشته شده‌است. اکثر حکایات مندرج در نگارستان، در سیرت شخصیت‌های تاریخی، همچون شاهان ساسانی، پیامبر اکرم، خلفا، شاهان غزنوی و سلجوقی نوشته شده و شامل 398 حکایت و 74 حکمت و پند است.